# Tone (1907)
Tone (利根) – japoński krążownik pancernopokładowy z okresu I wojny światowej, klasyfikowany jako krążownik II klasy. Zbudowany w Japonii, do służby we flocie cesarskiej wszedł w 1910 roku. Pozostał jedynym okrętem swojego typu. Był pierwszym krążownikiem skonstruowanym w Japonii i ostatnim krążownikiem japońskim napędzanym tłokowymi maszynami parowymi. 
Główne uzbrojenie tego okrętu stanowiły dwa działa kalibru 152 mm i dziesięć dział kalibru 120 mm. Maszyny parowe pozwalały mu  na rozwinięcie prędkości do 23 węzłów. Uczestniczył w działaniach I wojny światowej, między innymi podczas oblężenia Tsingtau, a następnie w służbie patrolowej. W latach 20. stacjonował na wodach chińskich. Został wycofany ze służby w 1931 roku, po czym zatopiony w 1933 roku jako okręt-cel. Taką samą nazwę, pochodzącą od rzeki Tone, nosił następnie inny krążownik z czasów II wojny światowej.

## Projekt i budowa
W związku z rozpoczęciem przez Japonię wojny z Rosją, w marcu 1904 roku parlament Japonii uchwalił dodatkowy wojenny program budowy okrętów. Przewidziano w nim m.in. budowę jednego krążownika pancernopokładowego, tymczasowo oznaczonego jako krążownik II klasy „A”. 20 września 1905 roku otrzymał nazwę „Tone”, od rzeki płynącej na wyspie Honsiu. Budowę zlecono Arsenałowi Marynarki w Sasebo (Sasebo Kaigun Kōshō), przy czym był on pierwszym dużym okrętem zbudowanym w tej stoczni. Był również pierwszym krążownikiem zaprojektowanym w Japonii, aczkolwiek na bazie konstrukcji zagranicznej. Jego projektantem był główny inspektor konstrukcji okrętów Motoki Kondō z Departamentu Technicznego Marynarki, który swój projekt oparł na wcześniejszym szybkim krążowniku „Yoshino”, zbudowanym w Wielkiej Brytanii. „Tone” pozostał zarazem ostatnim japońskim krążownikiem, na którym zastosowano tłokową maszynę parową, gdyż w kolejnym typie Chikuma zastosowano już turbiny parowe. Cechą odróżniającą okręt od wcześniejszych konstrukcji, z dziobnicą taranową, był dziób kliprowy, który tworzyły wygięte burty, nadające dziobowi kielichowaty kształt, zmniejszające zalewanie pokładu. Rozwiązanie to w późniejszych latach stosowano również na innych japońskich okrętach. W stosunku do pierwowzoru zmieniono także całkowicie formę rufy.
Stępkę pod budowę okrętu położono już po zakończeniu działań wojennych 17 listopada 1905 roku. Budowa przedłużała się z powodów finansowych oraz małego doświadczenia stoczni w budowie okrętów tej wielkości. Wodowanie nastąpiło 24 października 1907 roku, wejście do służby 15 maja 1910 roku. Klasyfikowany był oficjalnie jako krążownik II klasy (nitō jun’yōkan; o wyporności poniżej 7000 ton).
Planowano budowę drugiego okrętu tego typu, ale zrezygnowano z jego zamówienia z powodów finansowych. Rozwinięciem typu Tone stał się natomiast typ Chikuma.

## Opis

### Architektura i kadłub

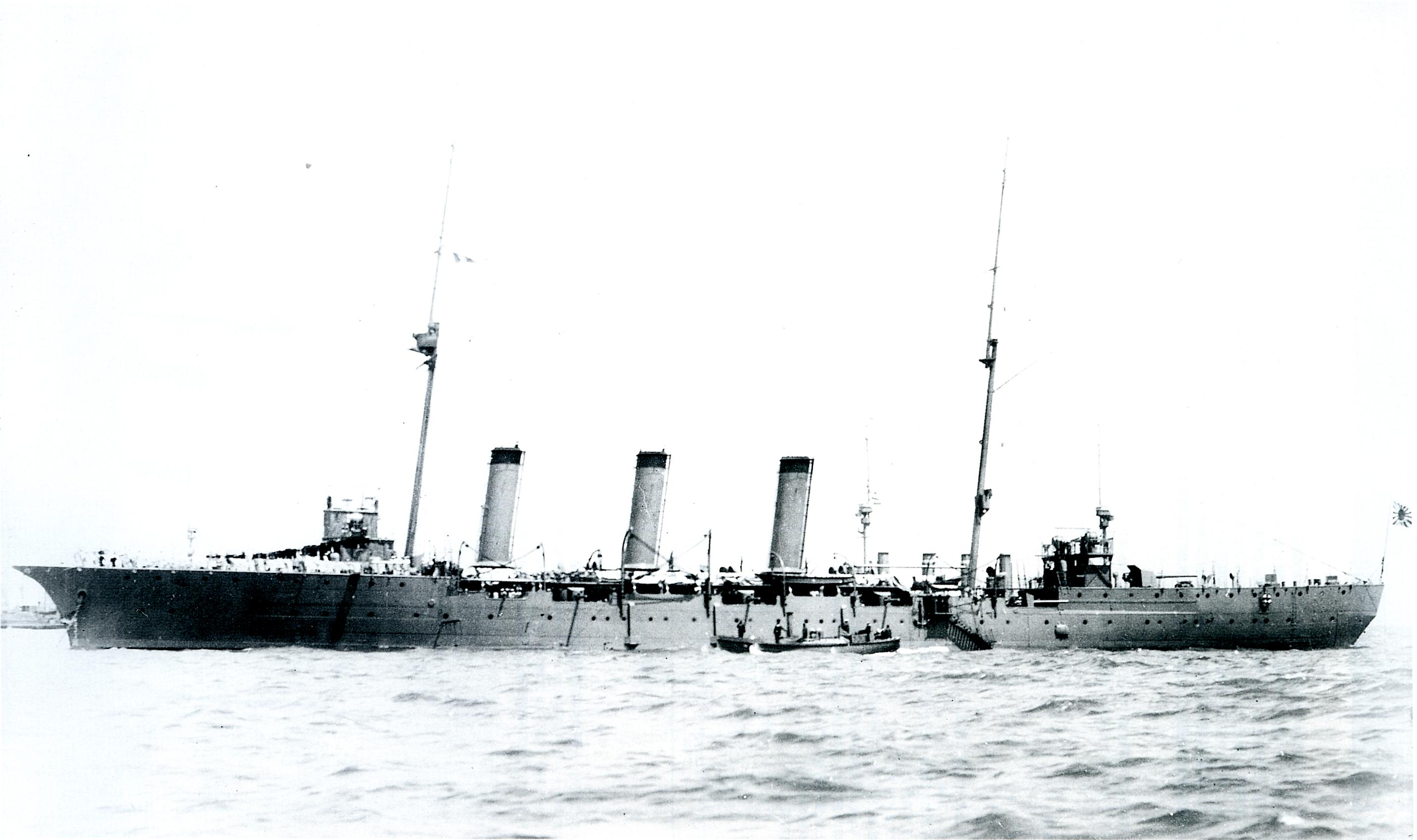
„Tone” w 1911 r. w Portsmouth

Krążownik „Tone” miał sylwetkę uważaną za ładną, której wyróżniającymi elementami był silnie wygięty kliprowy dziób, rufa z dużym nawisem oraz trzy wysokie pochylone kominy i pochylone maszty. Typowo dla krążowników tego okresu, kadłub miał podniesiony pokład dziobowy i rufowy, z podwyższonym nadburciem między nimi na śródokręciu, a nadbudówki były zredukowane do minimum. Na pokładzie dziobowym było umieszczone działo dziobowe 15 cm, dalej krótka, niewielka nadbudówka, ze skrzydłami mostka, a za nią maszt dziobowy. Po obu stronach masztu na pokładzie dziobowym umieszczone były działa kalibru 12 cm, które mogły strzelać w kierunku dziobu. Za uskokiem pokładu na śródokręciu znajdowały się w równych odstępach trzy pochyłe kominy, a dalej maszt rufowy. Maszty były pochylone, rozbudowane, ze stengami i rejami. Na pokładzie górnym na śródokręciu rozmieszczone były na każdej z burt, za obniżonymi nadburciami, po cztery działa kalibru 12 cm. Dzięki wcięciom ścian rufówki, ostatnie działa mogły strzelać w kierunku rufy. Na pokładzie rufówki znajdowała się mała nadbudówka z rufowym mostkiem i platformą reflektorów, a dalej rufowe działo 15 cm. Okręt przenosił na śródokręciu, po bokach kominów 9 łodzi różnej wielkości. Załoga liczyła 370–401 osób.
Konstrukcja kadłuba i wymiary były zbliżone do krążownika „Yoshino”, z różnicą w postaci zastosowania odmiennego dłuższego dziobu (wystającego na 4,9 m od przedniego pionu) i dłuższej rufy z dużym nawisem, całkowicie zmieniających sylwetkę okrętu. Burty były natomiast lekko nachylone do wewnątrz, podobnie jak na poprzedniku. Stosunek długości do szerokości wynosił 7,92:1. Okręt miał długość całkowitą 122,83 m, na linii wodnej 113,84 m, a między pionami 109,73 m. Szerokość maksymalna wynosiła 14,38 m, a średnie zanurzenie sięgało 5,08 m. Wyporność normalna projektowa wynosiła 4100 ts (długich ton), rzeczywista wyporność normalna była zbliżona – 4113 ts. Wyporność standardowa wynosiła 3760 ts, a wyporność pełna 4978 t (4900 ts). Kadłub wykonany był głównie ze zwykłej stali konstrukcyjnej. Według źródeł z epoki, dzielił się na 15 poprzecznych przedziałów wodoszczelnych. Wysokość metacentryczna wynosiła 0,78 m.

### Uzbrojenie
Typowo dla krążowników tej wielkości budowanych w tym czasie na świecie, „Tone” posiadał mieszaną artylerię główną, składającą się z dwóch pojedynczych dział kalibru 15 cm Typ 41 i dziesięciu dział kalibru 12 cm Typ 41. Działa były rozmieszczone również typowo, na pojedynczych podstawach osłoniętych maskami: po jednym dziale 15 cm na pokładzie dziobowym i rufowym oraz po pięć dział 12 cm na każdej z burt na śródokręciu. Według części publikacji, wkrótce po wejściu do służby zdjęto dwa działa 12 cm z uwagi na ciasnotę na pokładzie – przy tym źródła z epoki wskazują, że pierwotnie okręt nosił 12 dział tego kalibru. Teoretycznie na wprost do przodu i do tyłu mogło strzelać po jednym dziale 15 cm i dwa działa 12 cm, salwę burtową stanowiły oba działa 15 cm i pięć 12 cm.
Pierwsze z wymienionych dział miały rzeczywisty kaliber 152,4 mm (początkowo oznaczany oficjalnie jako 6 cali, a od 1917 roku jako 15 cm) i długość lufy 45 kalibrów (L/45). Kąt podniesienia lufy tych dział wynosił do +18°, co pozwalało na osiągnięcie donośności do 14 800 m (dane dla krążowników typu Chikuma). Masa pocisków wynosiła 45,4 kg. Działa kalibru 120 mm (początkowo oznaczanego jako 4,7 cala, a od 1917 roku jako 12 cm) miały lufę o długości 40 kalibrów (L/40). Masa pocisków wynosiła 20,4 kg.
Uzbrojenie pomocnicze stanowiły dwa działa kalibru 76,2 mm (oznaczanego jako 3 cale lub 8 cm) Typ 41 umieszczone na burtach, po obu stronach komina nr 1. Ich długość lufy wynosiła L/40. W latach 20. działa te zamieniono na dwa działa przeciwlotnicze 8 cm (76,2 mm) Typ 3. Długość lufy wynosiła 40 kalibrów, kąt podniesienia od -5° do +75°, maksymalna donośność 10 800 m i skuteczny pułap 5300 m. Masa ich pocisków wynosiła 5,99 kg, a szybkostrzelność do 13 strz./min. Uzbrojenie uzupełniały dwa karabiny maszynowe kalibru 6,5 mm Maxim.
Okręt miał ponadto trzy stałe nadwodne wyrzutnie torped kalibru 45 cm z sześcioma torpedami Typ 44. Rzeczywisty kaliber wynosił 18 cali (457 mm). Umieszczone były w kadłubie w części rufowej: jedna skierowana do tyłu, strzelająca przez stewę rufową i dwie skierowane na burty. Torpedy, o długości 5,39 m, przenosiły 110 kg materiału wybuchowego i miały zasięg 4 km przy prędkości 35 węzłów lub 8 km przy 26 węzłach (wersja Typ 44 Nr 2).
Do walki nocnej okręt miał 4 reflektory średnicy 90 cm Siemens-Schuckert, po dwa na mostku i rufowym mostku.

### Opancerzenie
Opancerzenie kadłuba było typowe dla krążowników pancernopokładowych. Główną ochronę stanowił wewnętrzny pokład pancerny, o trapezowym przekroju poprzecznym, umieszczony w rejonie linii wodnej. Boczne skosy pokładu, nachylone pod kątem 30°, dochodziły do burt, a nad nimi wzdłuż burt były zasobnie węglowe, zwiększające osłonę. Pokład pancerny najgrubszy był w centralnym odcinku o długości 66,75 m, chroniącym przede wszystkim siłownię. Wykonany był z „miękkiej” stali o grubości do 38 mm, a dodatkowo na skosach, na szerokości 2,6 m, była druga warstwa stali niklowej o grubości 38 mm, dająca łączną grubość 76 mm.
Ponadto, opancerzone płytami z pancernej stali Kruppa o grubości 102 mm było cylindryczne stanowisko dowodzenia w nadbudówce dziobowej. Dodatkowo przedziały wyrzutni torpedowych na burtach i rufie były z boków chronione pancerzem ze stali Kruppa grubości 25,4 mm (na poszyciu burt grubości 12,7 mm stali). Według niektórych publikacji, opancerzenie grubości 25 mm miały też maski dział. Ogółem opancerzenie miało masę 458 ton (11,16% wyporności normalnej).

### Napęd

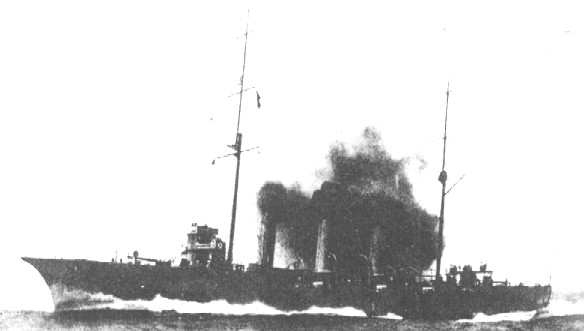
„Tone” pod parą

Napęd okrętu stanowiły dwie pionowe czterocylindrowe maszyny parowe potrójnego rozprężania o łącznej mocy projektowej 15 000 shp przy 160 obr./min, produkcji stoczni w Sasebo. Cylindry miały średnice: 89 cm, 132 cm i dwa po 150 cm, oraz skok tłoka 84 cm. Napęd przekazywany był bezpośrednio na dwa wały śrub. Prędkość projektowa wynosiła 23 węzły; podczas prób, przy wyporności 4103 ts, okręt rozwinął prędkość 23,368 węzła i moc siłowni 15 215 shp. Okręt miał siłownię w układzie liniowym: trzy przedziały kotłowni (na długości 37,8 m), a za nimi przedział maszynowni.
Parę dostarczało 16 wodnorurkowych kotłów parowych typu Miyabara o ciśnieniu 15,9 at. W pierwszej kotłowni były cztery kotły, w drugiej i trzeciej po sześć. Umieszczone były centralnie obok siebie, każda grupa odprowadzała spaliny do jednego komina. Kotły mogły być opalane węglem lub paliwem płynnym; zapas paliwa wynosił 124 tony oleju napędowego i 903 tony węgla. Według projektu okręt miał uzyskiwać zasięg 7400 Mm przy prędkości 10 węzłów. Masa siłowni stanowiła ogółem 1059 ton – 25,8% wyporności. Ster był pojedynczy (o powierzchni 13,47 m²).

## Służba

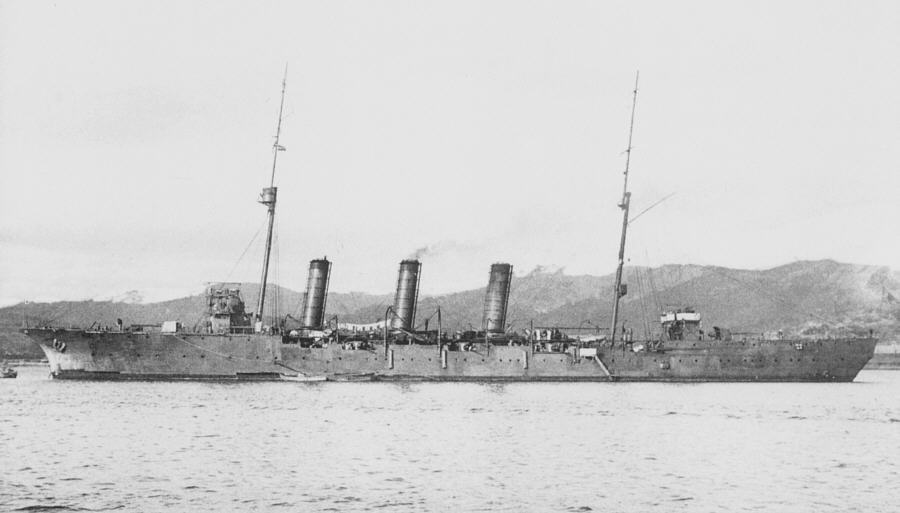
„Tone” w 1918 roku

Po wejściu do służby, 15 lipca 1910 roku „Tone” został przydzielony do japońskiej 1. Floty, a od 1 grudnia 1910 roku do 2. Floty. Pierwszą misją okrętu był udział w uroczystościach w Wielkiej Brytanii z okazji koronacji króla Jerzego V, w tym rewii morskiej w Spithead 24 czerwca 1911 roku, wraz z krążownikiem pancernym „Kurama”. Po wybuchu I wojny światowej „Tone” w 1914 roku wziął udział w oblężeniu Tsingtau; między innymi, 28 sierpnia 1914 roku korygował przez radio ostrzał bazy przez pancerniki. Od 18 sierpnia 1914 roku do 13 grudnia 1915 roku był okrętem flagowym 2. Flotylli (Eskadry) Niszczycieli 2. Floty, a od 12 grudnia 1916 roku do jej rozwiązania 7 lutego 1917 roku – okrętem flagowym 1. Flotylli Niszczycieli 1. Floty.
Następnie krążownik przydzielono do japońskiej 3. Floty. Pełnił służbę patrolując i ochraniając szlaki żeglugowe na Oceanie Indyjskim i w rejonie Holenderskich Indii Wschodnich.
Pod koniec wojny, od 25 kwietnia 1918 roku do 31 marca 1919 roku „Tone” był okrętem flagowym ponownie zorganizowanej 1. Eskadry (Flotylli) Niszczycieli 1. Floty (zastąpiony następnie przez „Tatsuta”). Od 1 kwietnia 1924 roku do 31 stycznia 1925 roku i ponownie od 1 grudnia tego roku służył reprezentując interesy japońskie na wodach Chin, w ujściu Jangcy w rejonie Szanghaju, w składzie 1. Eskadry Wydzielonej. W skład tej eskadry wchodził do 30 listopada 1929 roku, kiedy wycofano go do rezerwy czwartego stopnia w Sasebo. Okręt skreślono z listy floty 1 kwietnia 1931 roku i przekształcono na hulk pod oznaczeniem Haikan Nr 2. 30 kwietnia 1933 roku został zatopiony jako okręt-cel bombami 30 kg przez lotnictwo japońskie w rejonie wyspy Amami Ōshima, służąc przed tym jako cel dla krążowników 5. Eskadry: „Aoba”, „Kinugasa” i „Kako”.